# Räd (datorspelande)
En räd, eller ofta engelska raid, är en typ av uppdrag som förekommer i olika datorspel, och där målet är att ett mycket stort antal spelare, i förhållande till normalstora spelartrupper, ska gå ihop för att besegra en boss. Denna typ av uppdrag är vanligast i MMORPG-spel som är designade för många samtidiga spelare. I RTS-spel används termen i sin militära betydelse.

## Figurtyper som nyttjas i de flesta räderna
- Buffare som ökar truppmedlemmarnas stats eller förbättrar deras förmågor
- Masskontrollerare som gör en eller flera fiender oskadliga eller minskar deras effektivitet
- DPS:are som reducerar fiendernas HP genom att göra skada
- Debuffare/avbuffare som sänker fiendernas stats eller försämrar deras förmågor
- Helare som återställer truppmedlemmarnas HP
- Tank som håller undan aggressiva monster och absorberar skada för att skydda bräckligare truppmedlemmar